# Aussergewöhnlicher Todesfall
Ein Aussergewöhnlicher Todesfall (kurz agT, gelegentlich auch AGT) ist ein Todesfall, der in der pathologischen Leichenschau, oder bei der Obduktion als unnatürlicher Todesfall erkannt wird, oder bei dem eine unnatürliche Todesursache zumindest nicht mit Sicherheit ausgeschlossen werden kann.
Der Begriff wird vor allem in der Schweiz verwendet. Die Definition geht zurück auf die Publikation Der aussergewöhnliche Todesfall des Schweizer Gerichtsmediziners und Hochschullehrers Fritz Schwarz im Jahr 1970.
Beispiele von aussergewöhnlichen Todesfällen sind:
- Unfälle
- Suizide (einschließl. Suizid durch Vergiftung mit Medikamenten)
- Tötungsdelikte
- Medizinische Behandlungsfehler

Ein agT ist nicht zwingend mit einem nichtnatürlichen Tod gleichzusetzen. Auch ein natürlicher Tod unter aussergewöhnlichen Umständen kann als agT gewertet werden.
Als Situationen, die das Verdachtsmoment auf einen agT erhöhen, gelten:
- Fäulnisleichen, Brandleichen, Wasserleichen
- Todesfälle bei Minderjährigen
- Umfelder wie Drogen- oder Prostitutionsmilieu, Pflegeheime, Polizeigewahrsam
- Todesfälle im Rahmen einer medizinischen Behandlung
- Todesfälle von reichen oder prominenten Persönlichkeiten
- Todesfälle im Freien, auf öffentlichem Grund, im Strassenverkehr
- Fundleiche, welche erst nach längerer Zeit gefunden wurden
- Unbekannte Leichen

Aussergewöhnliche Todesfälle müssen durch den untersuchenden Arzt unverzüglich der Polizei oder der Staatsanwaltschaft gemeldet werden. Die Details sind kantonal geregelt, zum Beispiel in einem Bestattungsgesetz (Beispiel Kanton Basel-Stadt) oder im Gesundheitsgesetz (Beispiel Kanton Baselland).
Daneben gibt es noch, wie mehrere Publikationen zeigen, sehr seltene, merkwürdige, originelle und skurrile Todesarten. Insbesondere authentische Berichte, erfreuen sich in Form von True Crime Formaten großer Beliebtheit. Hierzu zählen unter anderem Zeitschriften  (wie Stern Crime) diverse Publikationen des Rechtsmediziners Michael Tsokos, Podcasts (z. B. Die Zeit – Verbrechen) aber auch TV-Klassiker wie Aktenzeichen XY … ungelöst bis hin zu umstrittene Fernsehproduktionen zu einzelnen Mordserien.